# Rachel Blanchard
Pour les articles homonymes, voir Blanchard.
Rachel Blanchard est une actrice canadienne née le 19 mars 1976 à Toronto au Canada.

## Biographie
Rachel Louise Blanchard est née à Toronto, au Canada. Elle joue dans des publicités de McDonald's et à 8 ans dans la série télévisée pour enfants The Kids of Degrassi Street dans lequel elle campait le rôle de Melanie Schlegel.
Elle a été diplômée du Havergal College, à Toronto.
Elle a également joué la fille de Suzanne McCullough dans War of the Worlds et Kristen dans Fais-moi peur ! de YTV.
Elle est notamment connue pour le rôle de Cher Horowitz dans la série télévisée Clueless (le personnage était joué par Alicia Silverstone dans le film homonyme de 1995).
Elle a reçu des critiques élogieuses pour sa performance dans la série qui a été classée deuxième dans la sitcom Peep Show. Elle a repris ce rôle dans la quatrième série en 2007.
Elle a joué le rôle de Sally, la petite amie de Jemaine (et Bret) dans la série de HBO, Flight of the Conchords.
Depuis 2022 elle joue le role de Susannah dans la serie The Summer I Turned Pretty

## Filmographie

### Cinéma
- 1991 : Collège, amours et cie (en) (Il colore dei suoi occhi) de Antonio Tibaldi : Tania
- 1995 : L'Aigle de fer 4 (Iron Eagle IV) de Sidney J. Furie : Kitty Shaw
- 1999 : Carrie 2 (The Rage: Carrie 2) de Katt Shea : Monica
- 2000 : Road Trip de Todd Phillips : Tiffany Henderson
- 2001 : Bad Girls (Sugar and Spice) de Francine McDougall : Hannah Wald
- 2001 : Nailed de Joel Silverman : Kelly Sherman
- 2002 : The Wild Dogs (en) de Thom Fitzgerald : Moll
- 2003 : Chasing Holden de Malcolm Clarke : T.J. Jensen
- 2004 : Jusqu'au cou (Without a Paddle) de Steven Brill : Flower
- 2005 : La Vérité nue (Where the Truth Lies) de Atom Egoyan : Maureen
- 2006 : Comeback Season de Bruce McCulloch : Chloe Pearce
- 2006 : Des serpents dans l'avion (Snakes on a Plane) de David R. Ellis : Mercedes
- 2007 : Careless de Peter Spears : Cheryl
- 2008 : Adoration de Atom Egoyan : Rachel
- 2008 : Growing Op de Michael Melski : Crystal
- 2009 : Toy Boy (Spread) de David Mackenzie : Emily
- 2010 : Open House (en) de Andrew Paquin : Alice
- 2010 : Daydream Nation (en) de Michael Goldbach : Ms. Budge
- 2012 : Overnight de Valerie Breiman : Jenny
- 2012 : My Uncle Rafael (en) de Marc Fusco : Michèle
- 2013 : Mad Ship (en) de David Mortin : Adeline
- 2013 : Scrapper de Brady Hall : Sharon
- 2014 : Dark Hearts de Rudolf Buitendach (en) : Clarissa
- 2022 : Eaux profondes (Deep Water) d'Adrian Lyne : Kristin Peterson

### Télévision

#### Téléfilms
- 1986 : Alex: The Life of a Child de Robert Markowitz : Wendy
- 1988 : Glory Enough for All de Eric Till : Mélanie
- 1990 : Clarence de Eric Till :
- 1995 : Young Ivanhoe (en) de Ralph L. Thomas : Rowena
- 2005 : 1/4life de Edward Zwick : Lisa
- 2006 : Our Thirties de Dennie Gordon : Jessica
- 2008 : Anne of Green Gables: A New Beginning (en) de Kevin Sullivan : Louisa Thomas
- 2009 : Le Visage du crime (Everything She Ever Wanted) : Rachel Reed
- 2011 : L'Avocat du Père Noël (The Case for Christmas) de Timothy Bond : Lauren
- 2013 : Maternité à risque (The Surrogacy Trap) de Adrian Wills : Mallory Parkes
- 2014 : Disparitions suspectes (My Gal Sunday) de Kristoffer Tabori : Sandra O'Brien-Parker

#### Séries télévisées
- 1984 et 1985 : The Kids of Degrassi Street : Mélanie
- 1985 : Le Vagabond (The Littlest Hobo) : Lisa Farrell
- 1986 : The Elephant Show (en) : Rachel
- 1988-1990 : War of the Worlds : Debi McCullough
- 1990 : Rintintin junior (Katts and Dog) :
- 1990 : The Campbells (en) : Bonnie
- 1990 : Le Voyageur (The Hitchhiker) : Karen
- 1990-1993 : Fais-moi peur ! (Are You Afraid of the Dark?) : Kristen
- 1993-1995 : Chris Cross (en) : Dinah McGee
- 1996 : Chahut au bahut (Flash Forward) : Ellen Fisher
- 1996-1999 : Clueless : Cher Horowitz
- 2002-2004 : Sept à la maison (7th Heaven) : Roxanne Richardson
- 2005 : Joey : Joelle
- 2004-2007 : Peep Show : Nancy
- 2007 : Flight of the Conchords : Sally
- 2010 : Call Me Fitz : Janet
- 2011 : Flashpoint : Jackie Emery
- 2012 : Wedding Band : Tracy
- 2013 : Legit : Allie
- 2013 : Psych : Enquêteur malgré lui : Laura
- 2014 : Fargo : Kitty Nygaard
- 2015 : Childrens Hospital : Missy
- 2015 : Another Period : Clambake Guest / Wedding Hués
- 2016-2020 : Toi, moi et elle (You Me Her) : Emma
- 2022 : The Summer I Turned Pretty : Susannah